# Kanton Toulouse-15
Toulouse-15 is een voormalig kanton van het Franse departement Haute-Garonne. Het kanton maakte deel uit van het arrondissement Toulouse.

## Gemeenten
Het kanton Toulouse-15 omvatte de volgende gemeenten:
- Castelmaurou
- L'Union
- Montberon
- Pechbonnieu
- Rouffiac-Tolosan
- Saint-Geniès-Bellevue
- Saint-Jean
- Saint-Loup-Cammas
- Toulouse (deels, hoofdplaats)

Het kanton omvatte de volgende delen van de stad Toulouse:
- Croix-Daurade
- Grand Selve
- Les Izards
- Les Trois Cocus